# میخاییل پوپکوف
میخائیل پوپکوف (به روسی: Михаил Викторович Попков) (زادهٔ مارس ۱۹۷۴) یکی از قاتلان زنجیره‌ای اهل روسیه است که به‌قتل ۵۹ نفر اعتراف‌کرده است. او با اینکه در استخدام پلیس این کشور بود اما جنایت‌هایش را از نخستین روزهای استخدامش انجام داد. میخائیل پوپکوف در بین جوانان روسیه بسیار محبوب است. گفته‌شده‌است که انگیزه او از ارتکاب این قتل‌ها، خیانت همسرش در دوران جوانی بوده‌است.

## سابقه
وی در ۷ مارس ۱۹۶۴ در شهر ایرکوتسک روسیه در خانواده معمولی متولد شد. پس از گذارندن تحصیلات مقدماتی وارد پلیس این کشور شد و توانست با پوشش پلیس به مدت دو دهه از دست کاراگاهان در امان باشد.

## انگیزه
گفته شده‌است که خیانت همسرش در اوج جوانی، اصلی‌ترین انگیزه میخائیل به کشتن زنان جوان عنوان شده‌است. قربانیان او معمولاً روسپیان و کارگران جنسی بوده. او این کارش را از روی کینه ای که از زنان داشته، طی دو دهه دنبال کرده‌است.

## دستگیری
به دنبال بروز قتل‌هایی با ساختاری یکسان، روزنامه‌ها خبر پیدا شدن یک قاتل زنجیره ای جدید در روسیه را منتشر کردند. کاراگاهان پس از بررسی شواهد موجود در یک پرونده که مربوط به قتل یک زن روسپی بود، به سرنخ‌های جدید رسیدند. پس از بررسی شواهد و اظهارات شاهدان، مشخص شد که یک نگهبان به نام میخائیل پوپکوف می‌تواند قاتل این دختر جوان باشد.
پس از دستگیری و بازجویی مشخص شد که او مرتکب این قتل شده‌است. اما چند ماه بعد میخائیل در اعترافاتش عنوان کرد که حدود ۵۹ نفر را کشته‌است.

## حواشی
عدم مجازات اعدام:به دلیل عضویت روسیه در کنوانسیون منع مجازات مرگ امکان اعدام این قاتل سریالی وجود نداشت و او در حال سپری کردن محکومیتش است.
محبوبت بالا: این شخص در بین کمپین مبارزه با زنان خیابانی دارای محبوبیت بالایی است و جالبتر این که وی در حال حاضر محبوبترین جنایتکار روسیه است و توانسته از آندره چیکاتیلو قاتل سریالی معروف این کشور پیشی بگیرد.